# Zijlwegkwartier
Het Zijlwegkwartier is een wijk in de stad Haarlem in het stadsdeel Haarlem Zuid-West en is onderverdeeld in vier buurten. De wijk dankt haar naam aan de Zijlweg, een belangrijke zuid-westroute van de stad, die deze wijk doorkruist.
De wijk wordt in het noorden en westen begrensd door de spoorbaan Haarlem-Leiden. In het oosten door de Kinderhuissingel, Zijlsingel en de Leidsevaart. De zuidgrens van de buurt ligt bij de Westergracht.
In het westen grenst de wijk aan het Centrum van Haarlem. De wijk had in 2017 8.250 inwoners.

## Bezienswaardigheden
In de wijk bevindt zich sinds 2003 aan de Zijlsingel, schuin tegenover de Raaks en het Raakskwartier, het muziekpodium Patronaat. Aan de Kinderhuissingel staat de H.H. Anna en Mariakathedraal van het oudkatholieke bisdom Haarlem.

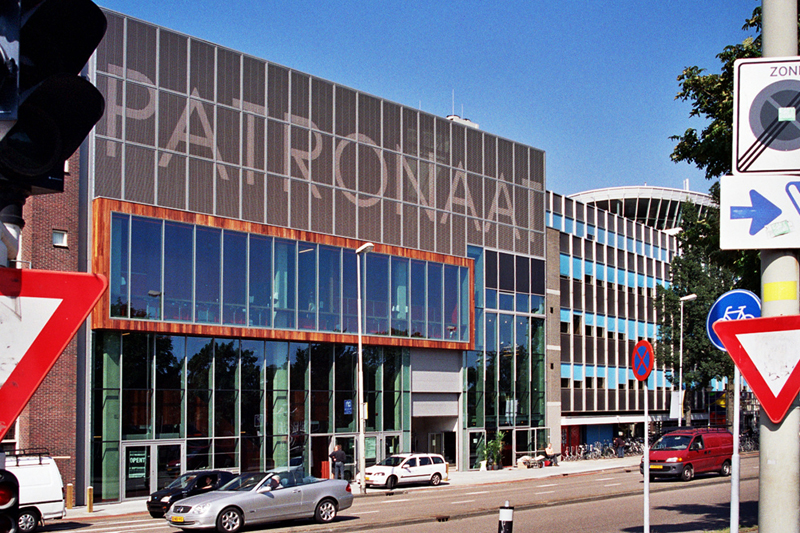
Poppodium Het Patronaat

## Buurten in de wijk
De gemeente onderscheidt vier buurten in de wijk.
- Garenkokerskwartier
- Hasselaersbuurt
- Leidsebuurt-oost
- Leidsebuurt-west